# Hamer (geslacht)

Hamer (ook: De Witt Hamer en: Versélewel de Witt Hamer) is een Nederlands geslacht, waarvan leden sinds 1982 tot de Nederlandse adel behoren.

## Geschiedenis
De stamreeks begint met Willem Hamer die getrouwd was met Cecilia Schultheide en over wie verder weinig bekend is. Hun kleinzoon Petrus Hamer was afkomstig van Sittard en overleed voor 1586. Een zoon van de laatste, Abraham Hamer, later Hammer genaamd (1568-1641), werd zijde- en kanthandelaar te Frankfurt am Main, trok van Frankfurt naar Hanau en werd er een der stichters van de nieuw-stad in 1600, raadslid, burgemeester en kolonel van de burgermilitie in die stad. Hij werd bij diploma van keizer Rudolf II van 18 oktober 1601 verheven in de adel van het Heilige Roomse Rijk en de Oostenrijkse erflanden. Op grond van dat diploma werden leden van het geslacht bij Koninklijk Besluit van 1 juli 1982, nr. 183, ingelijfd in de Nederlandse adel (met het predicaat jonkheer of jonkvrouw).
In 1947 werd het geslacht opgenomen in het genealogische naslagwerk Nederland's Patriciaat.

## Enkele telgen
Abraham Hamer (1568-1641), een der stichters van de nieuw-stad Hanau in 1600, raadslid, burgemeester en overste van de burgermilitie in die stad
- Ds. Hendrik Hamer (1594-1653), predikant
  - Ds. Petrus Hamer (1646-1716), predikant
    - Ds. Adam Hamer (1685-1751), predikant
      - Dirk Hendrik Hamer (1735-1776), apotheker
        - Mr. Jan Gerard de Witt Hamer (1767-1850), pensionaris, raad en secretaris van Goes, advocaat en rechter plaatsvervanger aldaar; trouwde in 1798 Susanna Maria van der Bilt (1782-1851), dochter van Zywert Diederik, heer van Kloetinge, en Cornelia Johanna Eversdijk, kleindochter van mr. Willem van der Bilt en Maria Cornelia Versélewel
          - Susanna Maria de Witt Hamer (1806-1880); trouwde in 1829 met Adriaan Kakebeeke (1803-1889), notaris laatst te Goes, lid Provinciale Staten van Zeeland
          - Mr. Cornelis de Witt Hamer (1813-1875), advocaat en rechter plaatsvervanger arrondissementsrechtbank te Goes
            - Mr. Jan Gerard de Witt Hamer (1839-1910), burgemeester van Goes
              - Mr. Comelis de Witt Hamer (1866-1924), kantonrechter te Brielle
              - Johannes Cornelis de Witt Hamer (1867-1938), geoloog; zijn stiefdochters uit het eerste huwelijk van zijn echtgenote verkregen naamswijziging tot Langen de Witt Hamer
              - Mr. Jacques de Witt Hamer (1869-1914), advocaat en wethouder van Goes

          - Mr. Jan Gerard de Witt Hamer (1817-1892), vicepresident arrondissementsrechtbank te Leeuwarden
          - Dr. Boudewijn Versélewel de Witt Hamer (1821-1877), geneesheer
            - Erasmus Johan Versélewel de Witt Hamer (1853-1929), ambtenaar Staatsspoorwegen
              - Charles Erasmus Versélewel de Witt Hamer (1881-1957), arts, geneesheer-directeur psychiatrische inrichting Huize Sancta Maria te Noordwijkerhout
                - Cornelis Versélewel de Witt Hamer (1911-1981), huisarts
                  - Jhr. Paulus Cornelis Versélewel de Witt Hamer (1944), huisarts, werd met zijn zussen en oom ingelijfd in de Nederlandse adel in 1982
                    - Prof. jhr. dr. Philip Charles Versélewel de Witt Hamer (1973), hersenchirurg en sinds 2019 hoogleraar translationeel hersentumoronderzoek in Amsterdam UMC

                - Jhr. Johan Jacques Versélewel de Witt Hamer (1918-1987), arts, werd met zijn neef en nichten ingelijfd in de Nederlandse adel in 1982
                  - Jhr. dr. ing.  Thomas Johan Versélewel de Witt Hamer (1955), voorzitter Koninklijk Nederlandsch Genootschap voor Geslacht- en Wapenkunde

            - François Carel Versélewel de Witt Hamer (1860-1924), koopman te Nijmegen, daarna custos Teyler’s Museum te Haarlem

Geslachten die opgenomen zijn in het sinds 1910 verschijnende genealogische naslagwerk Nederland's Patriciaat. Lijst volgens opgave van het CBG Centrum voor familiegeschiedenis.
A · B · C · D · E · F · G · H · I · J · K · L · M · N · O · P · Q · R · S · T · U · V · W · Y · Z